# شمس‌آباد (سیرجان)
شمس‌آباد یک روستا در ایران است که در شهرستان سیرجان واقع شده‌است. شمس‌آباد ۱۵ نفر جمعیت دارد.